# Club Social y Deportivo San Antonio Unido
Il Club Social y Deportivo San Antonio Unido è una società calcistica cilena, con sede a San Antonio. Milita nella Liga Chilena de Fútbol Segunda División, la terza serie del calcio cileno.

## Storia
Fondato nel 1961, non ha mai vinto trofei nazionali.

## Palmarès

### Altri piazzamenti
- Segunda División (Cile):

Secondo posto: 2013-2014, 2014-2015
Terzo posto: 2015-2016

## Giocatori celebri
- Milton Alegre
- Nahuel Donadell
- Oscar Fabbiani
- Arturo Rodenak
- Gerardo Basaes
- Marcelo Corrales
- Johanns Dulcien
- Daniel González
- Gonzalo Mall
- Rodrigo Meléndez
- Manuel Ormazábal
- Fernando Osorio
- Cristián Oviedo
- Guillermo Páez
- Rodrigo Paillaqueo
- Isaías Peralta
- Francisco Prieto
- Humberto Suazo
- Oliver Toledo
- Adán Vergara
- Alonso Zúñiga
- Jefferson Viveros